# Francos Rodríguez (métro de Madrid)
Francos Rodríguez est une station de la ligne 7 du métro de Madrid, en Espagne. Elle est établie sous l'intersection de l'avenue Pablo Iglesias et de la rue Francos Rodríguez, à la limite des arrondissements de Moncloa-Aravaca et Tetuán.

## Situation sur le réseau
La station se situe entre Valdezarza au nord et
Guzmán el Bueno au sud.

## Histoire
La station est ouverte aux voyageurs le 12 février 1999, lors de la mise en service d'un nouveau tronçon de la ligne 7 depuis Canal.

## Services aux voyageurs

### Accès et accueil
La station possède quatre accès par des escaliers et des escaliers mécaniques, ainsi qu'un cinquième direct depuis l'extérieur par ascenseur.

### Intermodalité
La station est en correspondance avec les lignes de bus n°44, 64, 126, 127, 128 et 132 du réseau EMT.